# Basílica de San Vicente (Metz)
La antigua basílica de San Vicente (en francés: basilique Saint-Vincent) es la iglesia abacial medieval de la abadía de San Vicente, que fue construida en la ciudad de Metz durante la época gótica. El edificio fue desafectado del culto católico desde la década de los años 1980.

## Contexto histórico
Los siglos XIII y XIV constituyen uno de los períodos más prósperos de la historia de Metz, que entonces contaba con unos 30 000 habitantes, que la hacían la mayor concentración urbana de Lorena. Sus ferias eran muy frecuentadas y su moneda, la primera de la región hasta 1300, es aceptada en toda Europa. El edificio actual es el último vestigio medieval de la abadía de San Vicente de Metz, que fue reconstruida en los siglos XVII y XVIII. Fue construida al mismo tiempo que la catedral de Metz, mientras que la ciudad episcopal se apropiaba gradualmente de los derechos de una «ville libre» del Sacro Imperio Romano, a pesar del poder del clero local.

## Construcción y acondicionamientos
Si la historia de la basílica se confunde con la historia de la abadía, su construcción comenzó en 1248. Con la riqueza proporcionada por los ingresos de su abadía, el abad Watrin decidió reconstruir la antigua iglesia otoniana en esa fecha. Las obras duraron solo cuatro años, prueba de la salud financiera del maestro de obras. El edificio fue construido en un estilo gótico puro, característico de gótico radiante del siglo XIII. Fuertemente influenciado por el estilo de la catedral de Toul, las formas son esbeltas, las arcadas rotas estrechas, las bóvedas altas y los transeptos estaban en gran parte vidriados. Su planta se asemeja a la de la primitiva catedral de Metz, retomando notablemente su cabecera con dos torres —llamada cabecera lorena—, y las capillas del transepto.
Fue en ese edificio gótico donde en 1356 el abad Baudoche presentó una reliquia de santa Lucía al emperador Carlos IV del Sacro Imperio Romano, que había llegado a Metz para publicar la Bula de Oro, definiendo en particular los términos de la elección al trono imperial. El obispo de Metz Thierry V Bayer de Boppard consagró la basílica veinte años después.
El destino del edificio gótico cambió en 1752, cuando la gran torre central se quemó y se derrumbó con las campanas sobre los dos primeras tramos de la nave gótica. Fue una oportunidad para que los religiosos rehiciesen la fachada al gusto del día, en un estilo clásico cercano al de Saint-Gervais de París. El resto del edificio no fue remodelado. El alzado de la fachada contempla clásicamente un primer nivel de orden dórico, un segundo nivel de orden jónico y un último nivel de orden corintio. Los dos bajorrelieves que representan el suplicio de san Vicente de Zaragoza y el martirio de Santa Lucía fueron esculpidos en 1900 durante el período alemán.

## Afectationes sucesivas
En 1791, la iglesia se convirtió en iglesia parroquial, poco antes de convertirse en un templo de la Razón y un depósito militar. En 1804, el culto católico fue restaurado. No fue hasta 1933 que el papa Pío XI otorgó oficialmente el título de basílica menor a la antigua iglesia abacial. La iglesia fue desafectada en la década de 1980. La iglesia abacial, propiedad de la comuna, no se ha dedicado al culto desde finales de 1980. Está abierta al público de martes a sábado de 14 h a 18 h, de abril al Día de Todos los Santos. Importantes obras han sido llevadas a cabo por la ciudad de Metz durante casi 30 años en las cubiertas, la fachada y la cabecera.

## Galería de imágenes

Exteriores
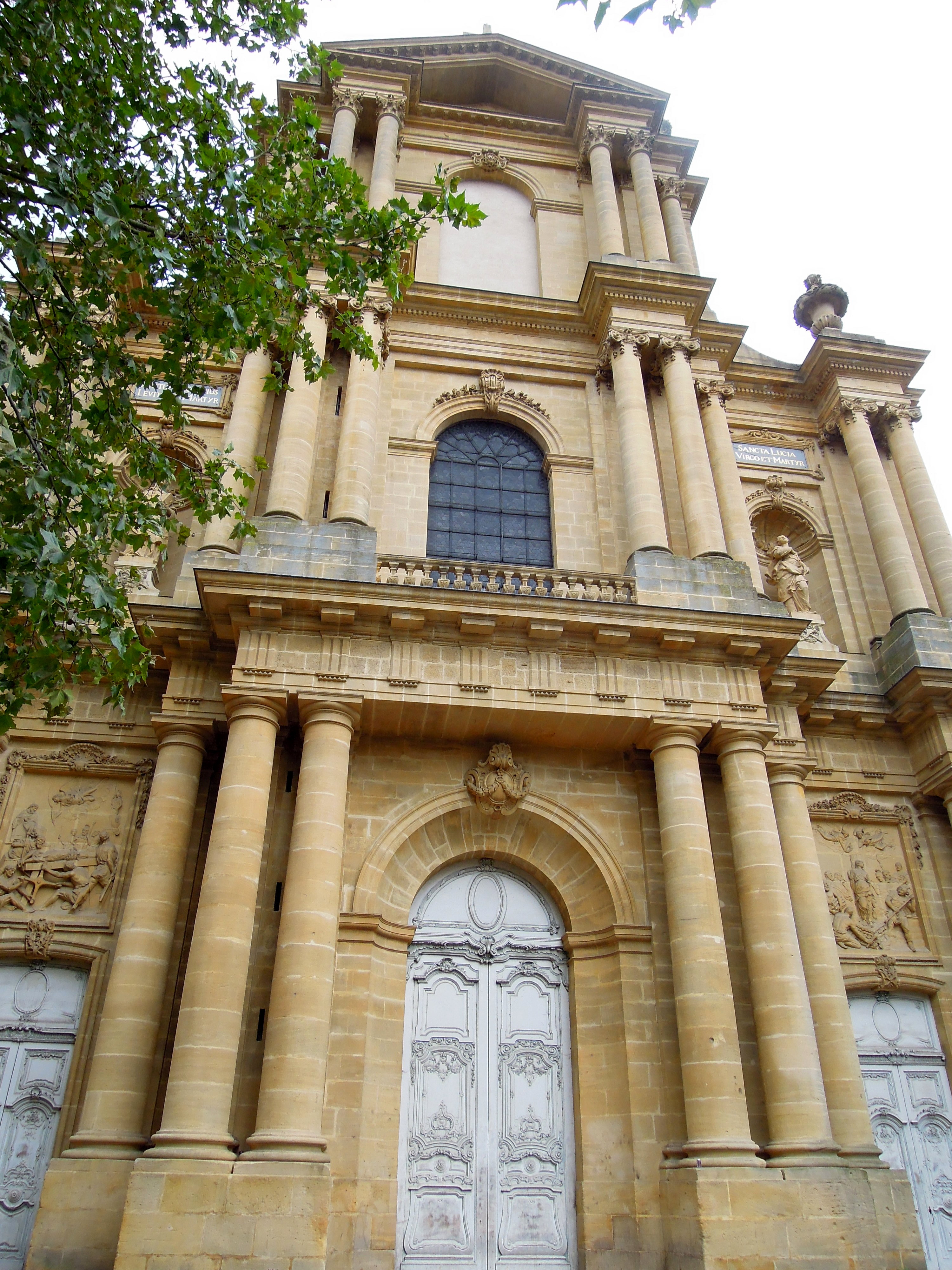
Alzado de la fachada clásica
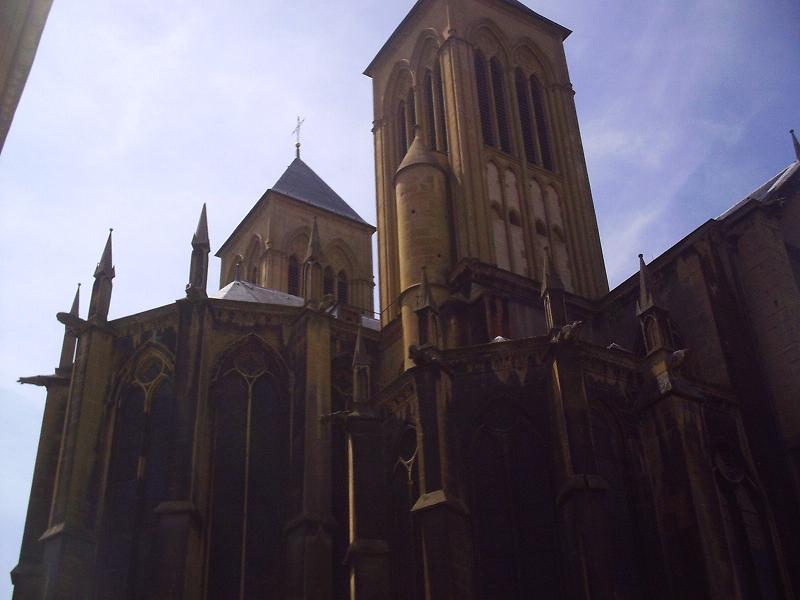
Cabecera de la basílica gótica
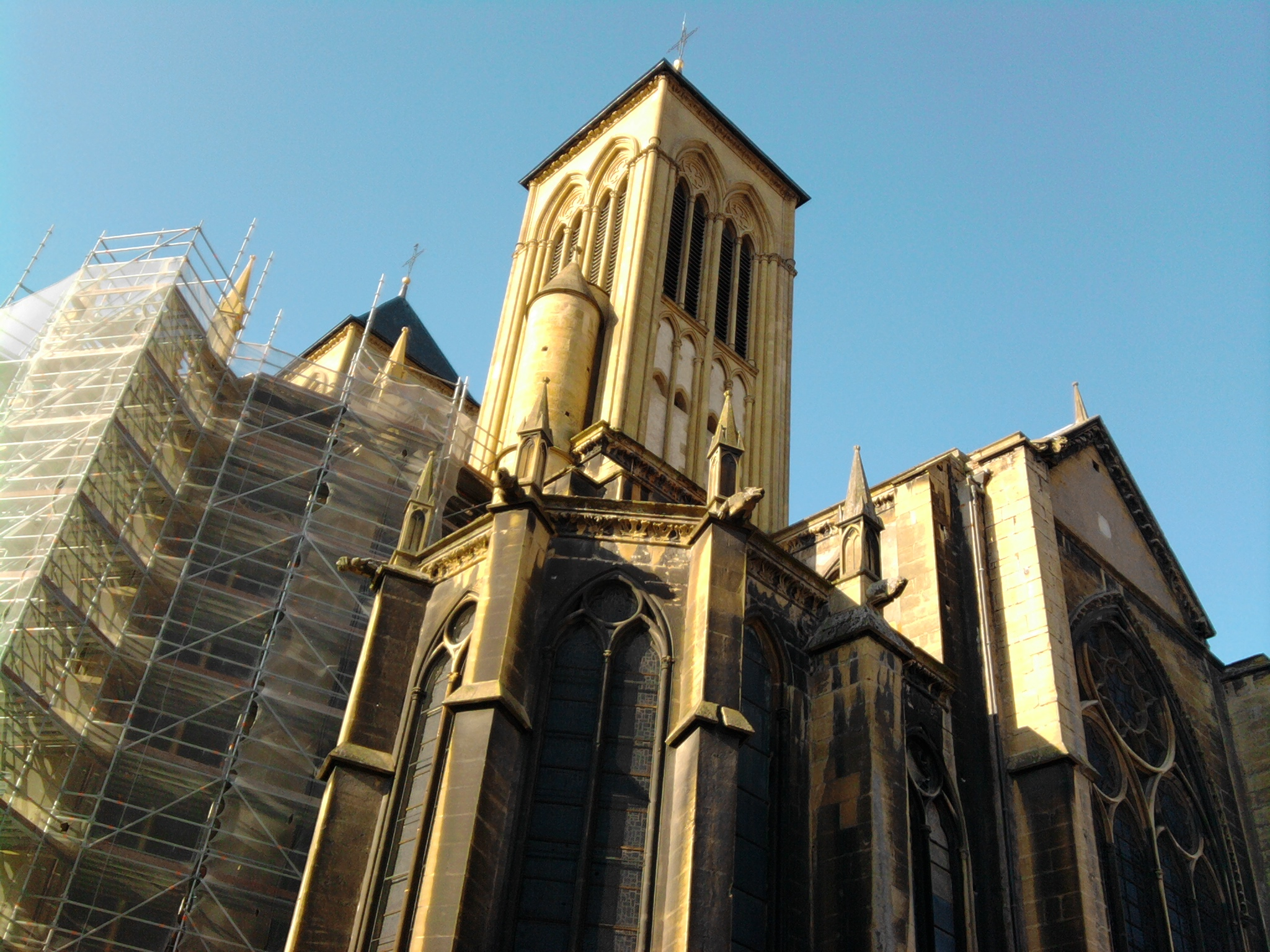
Cabecera en obras
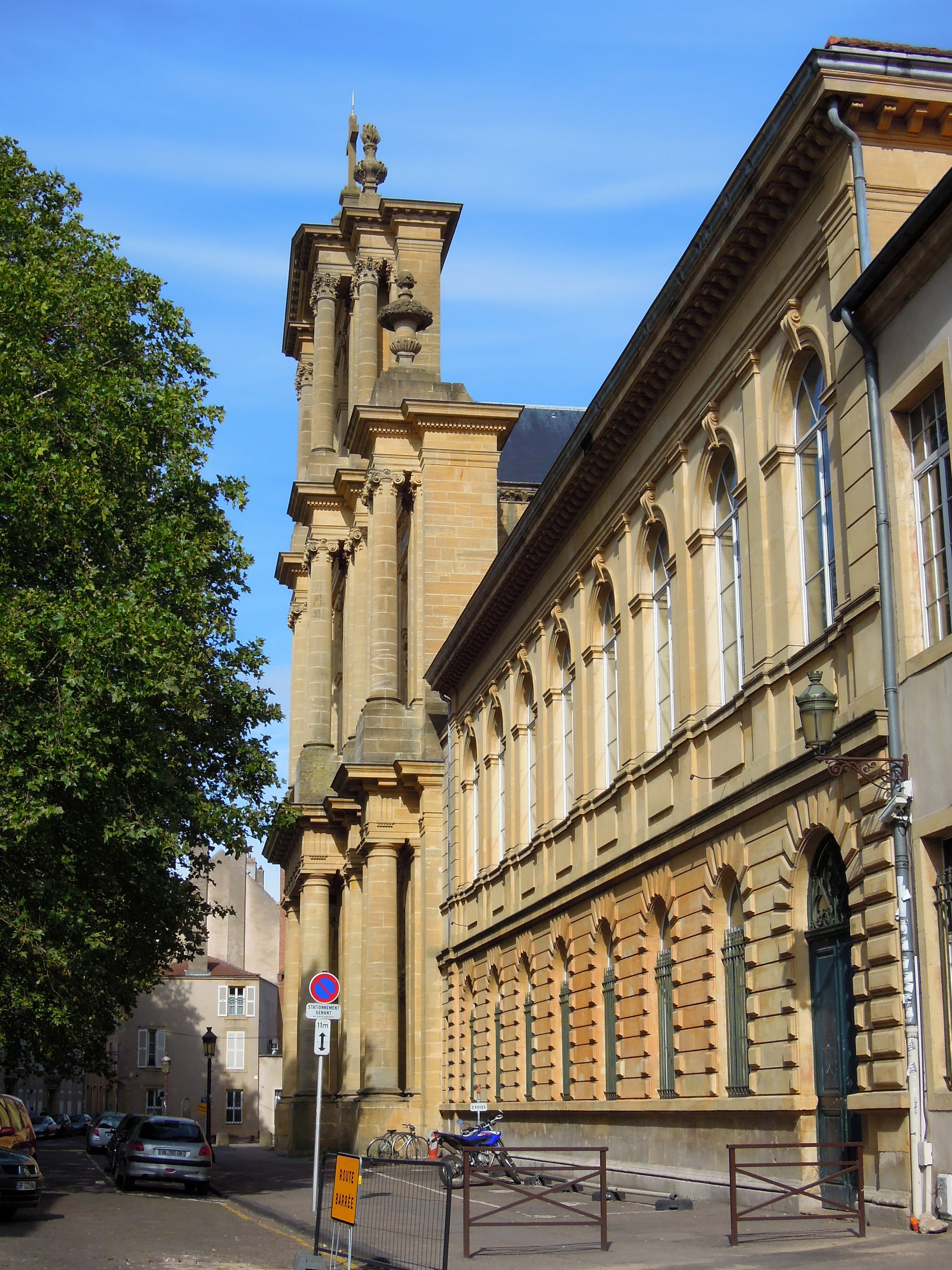
lateral de la iglesia
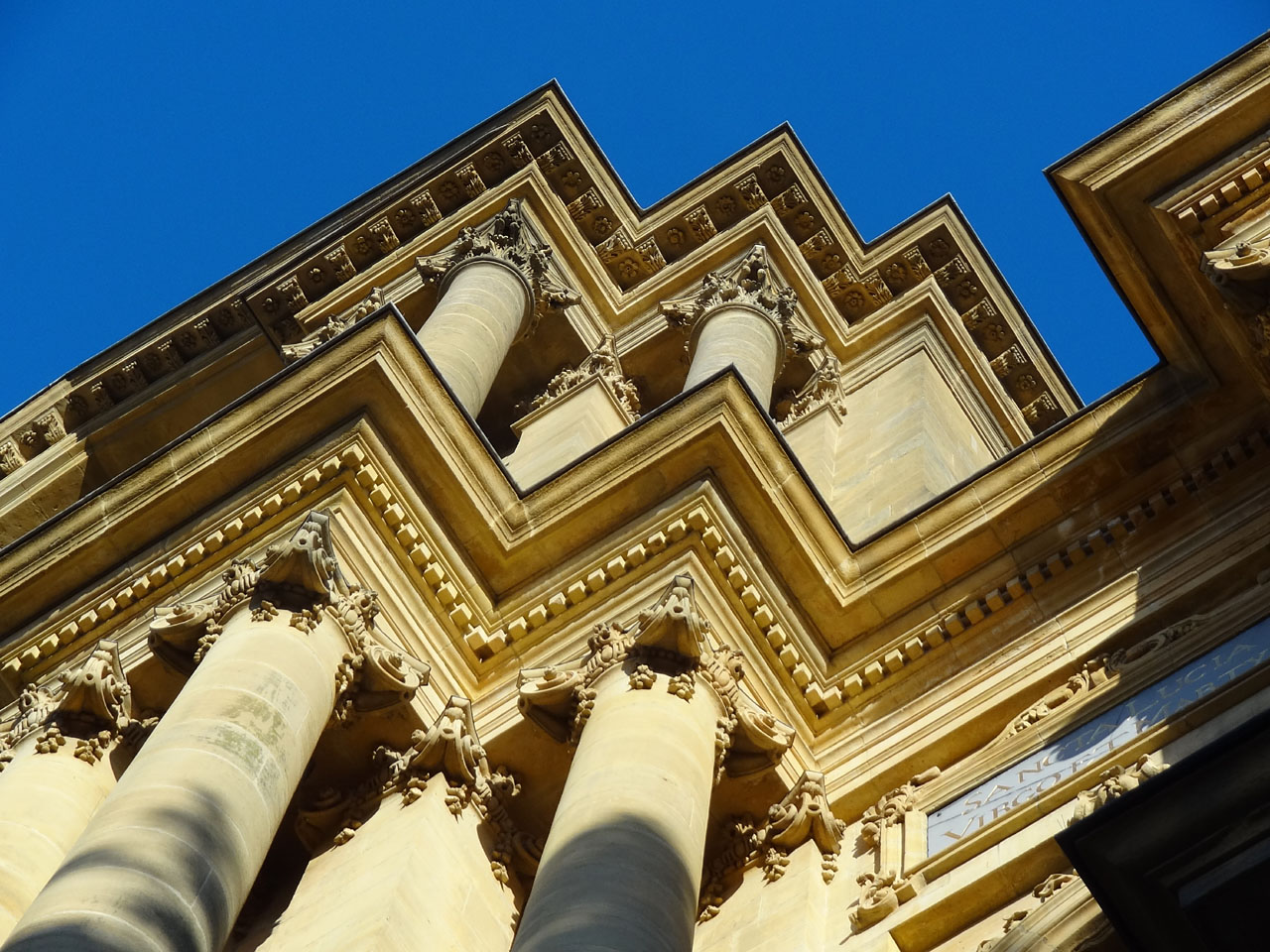
Detalles de de la fachada
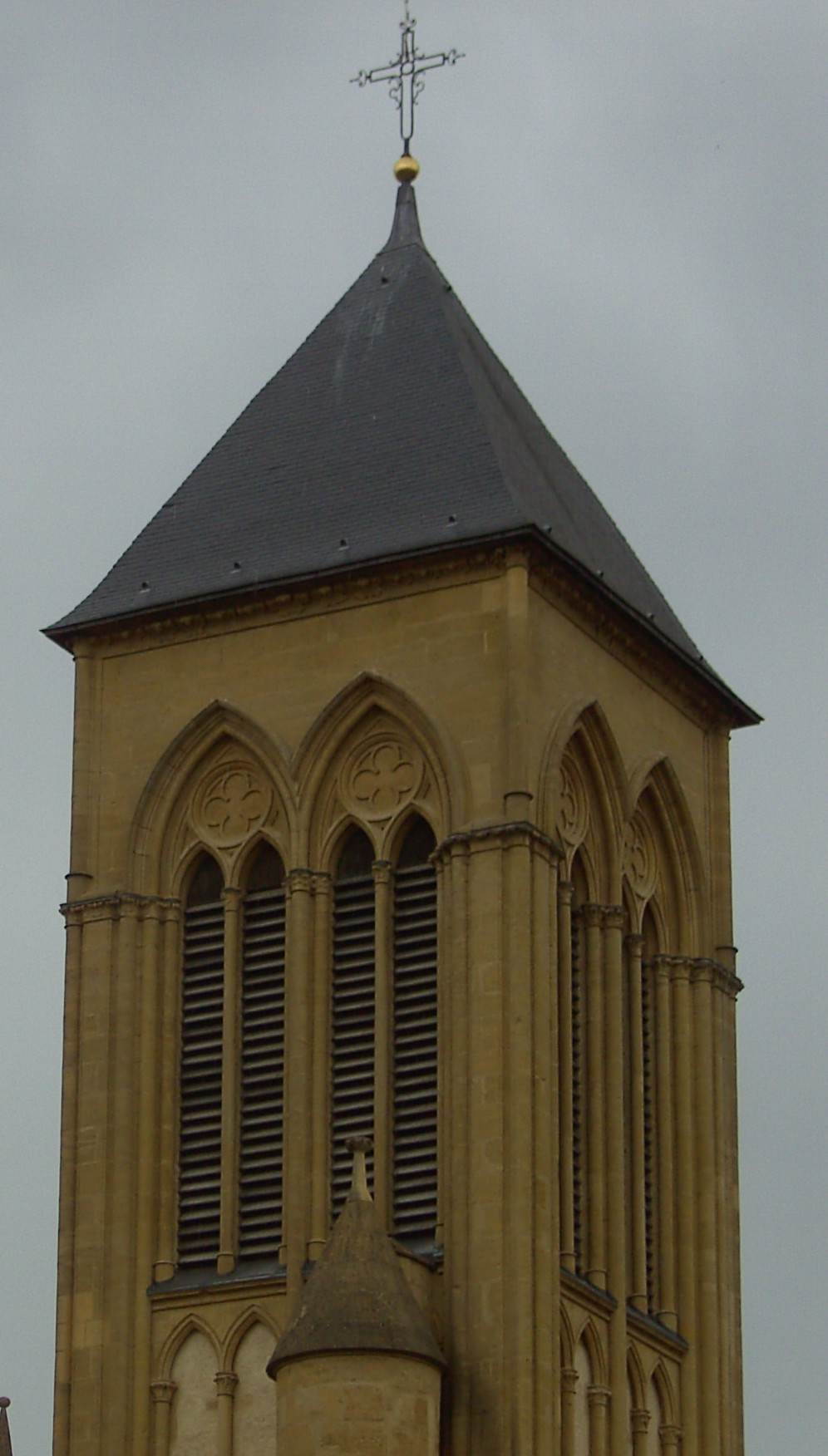
Campanario

Interiores
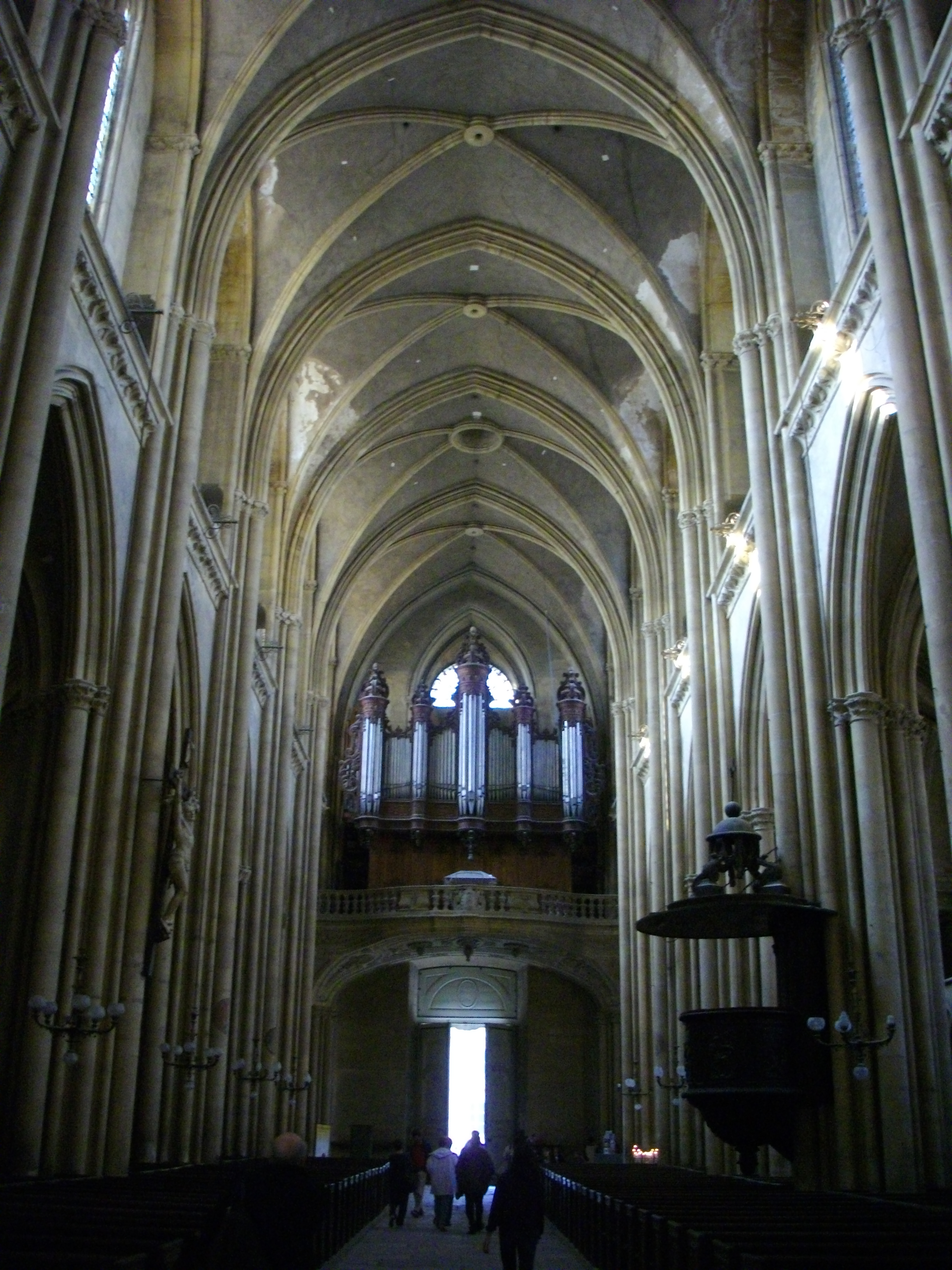
Nave mirando a la entrada
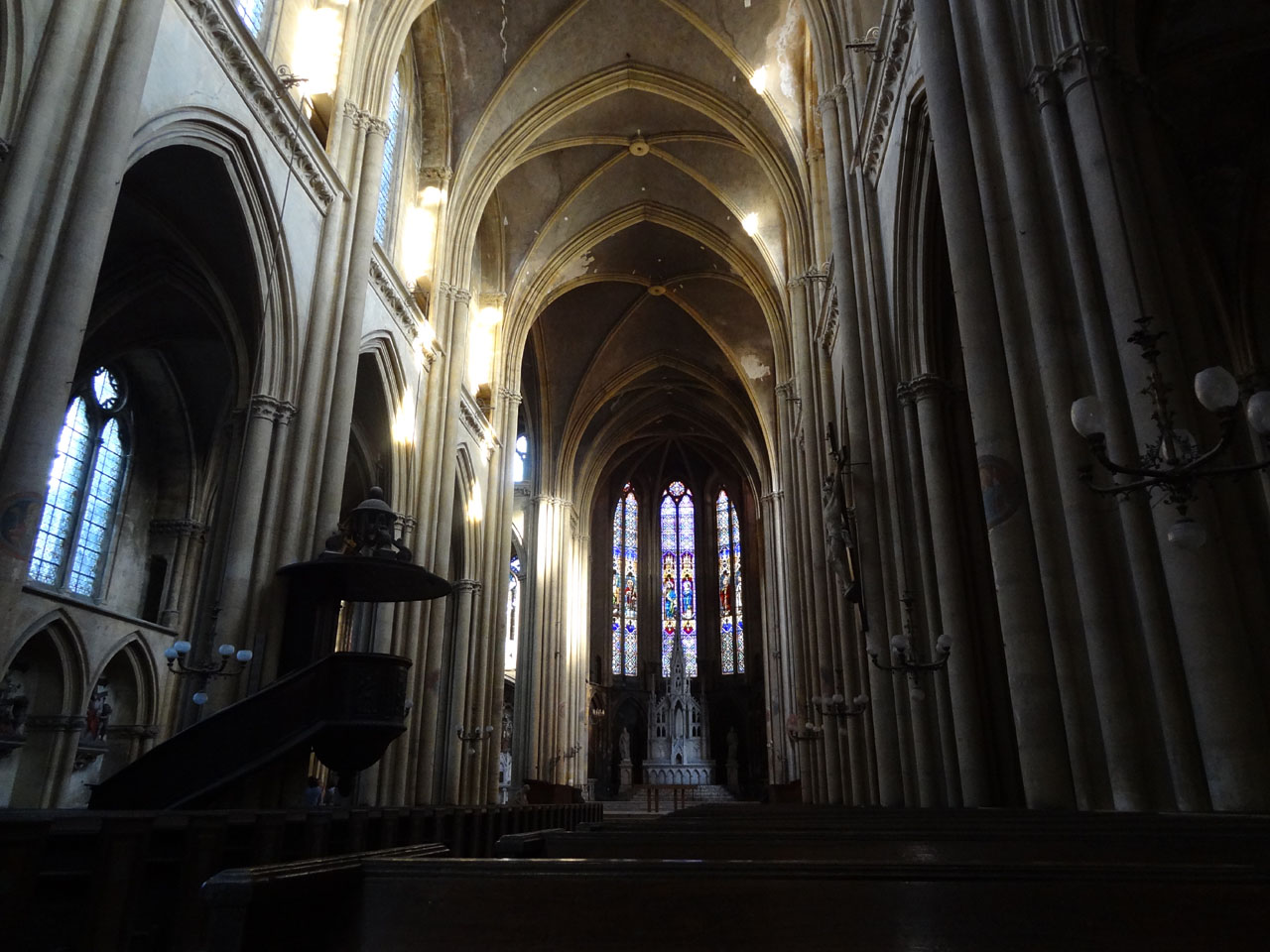
Nave hacia el ábside
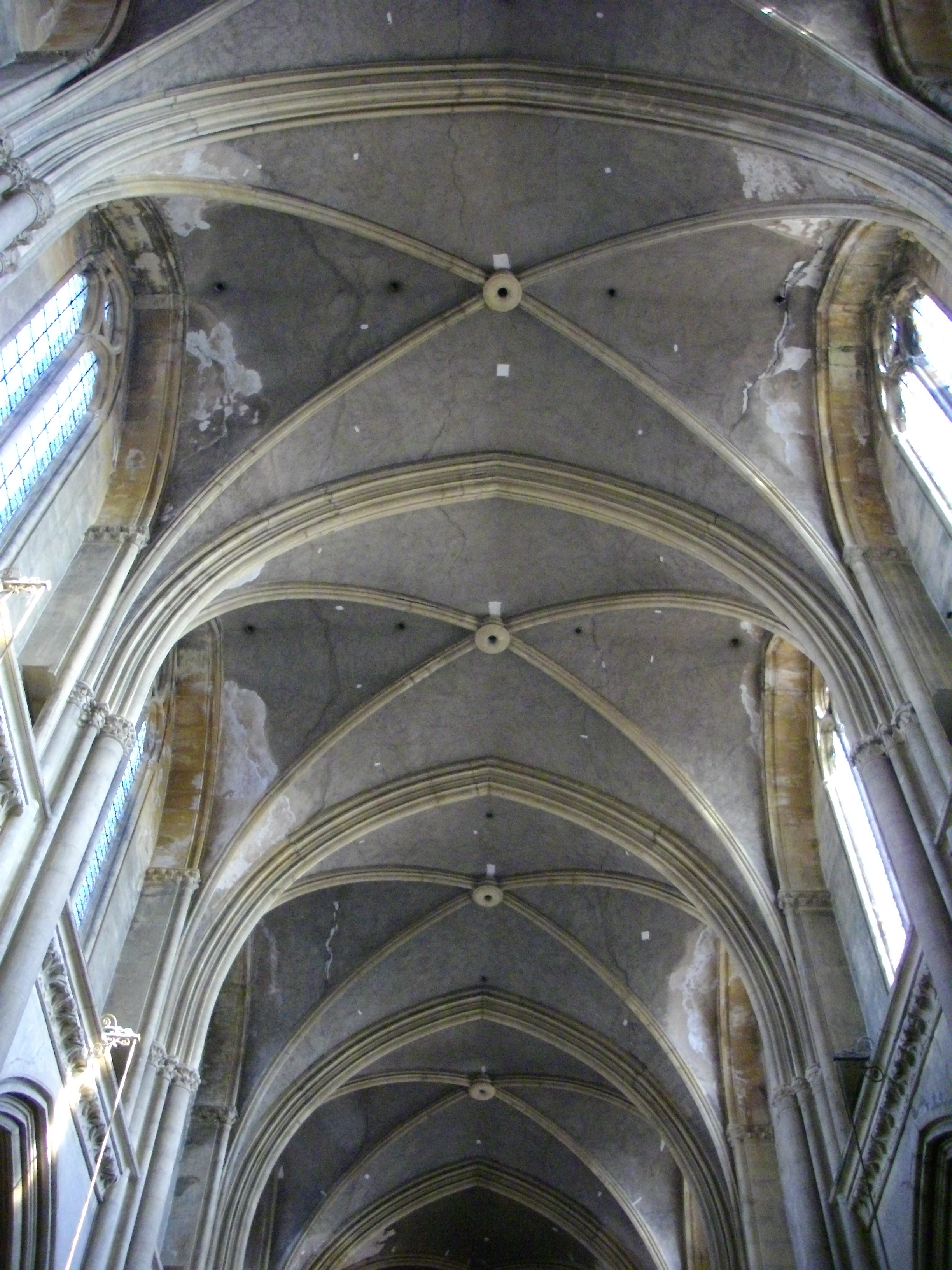
Bóvedas de la nave
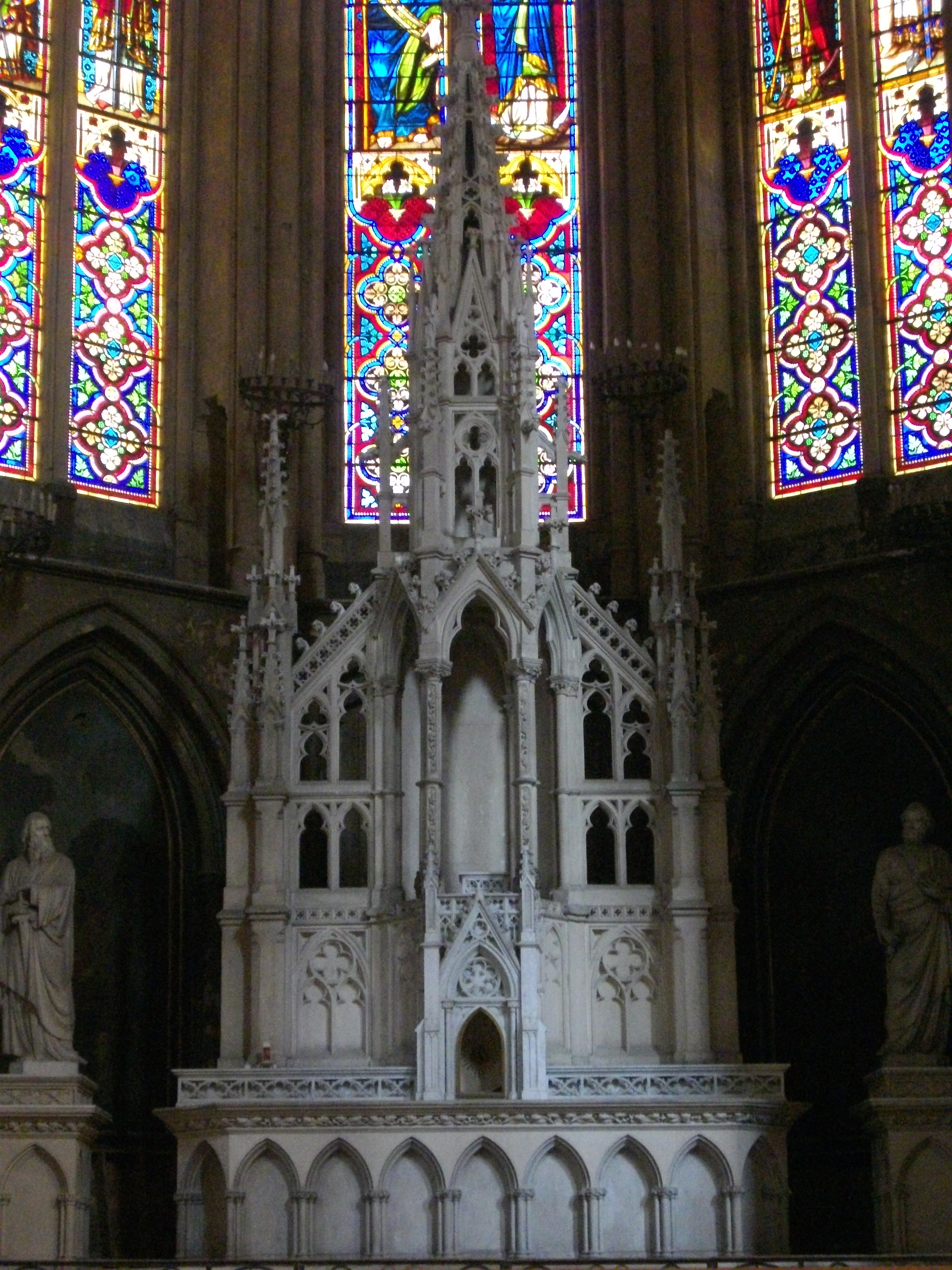
UAltar mayor
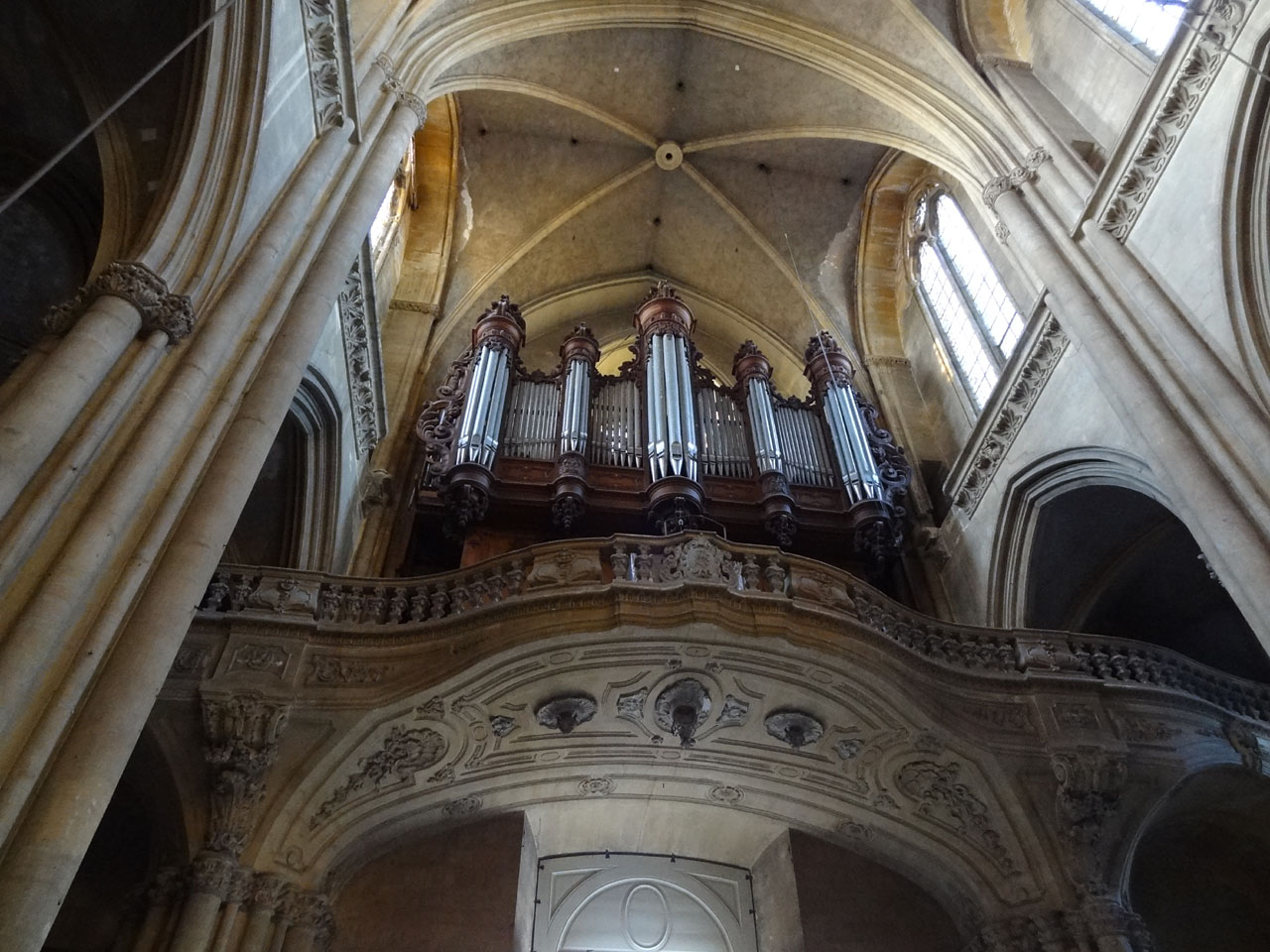
Órgano por encima del portal principal
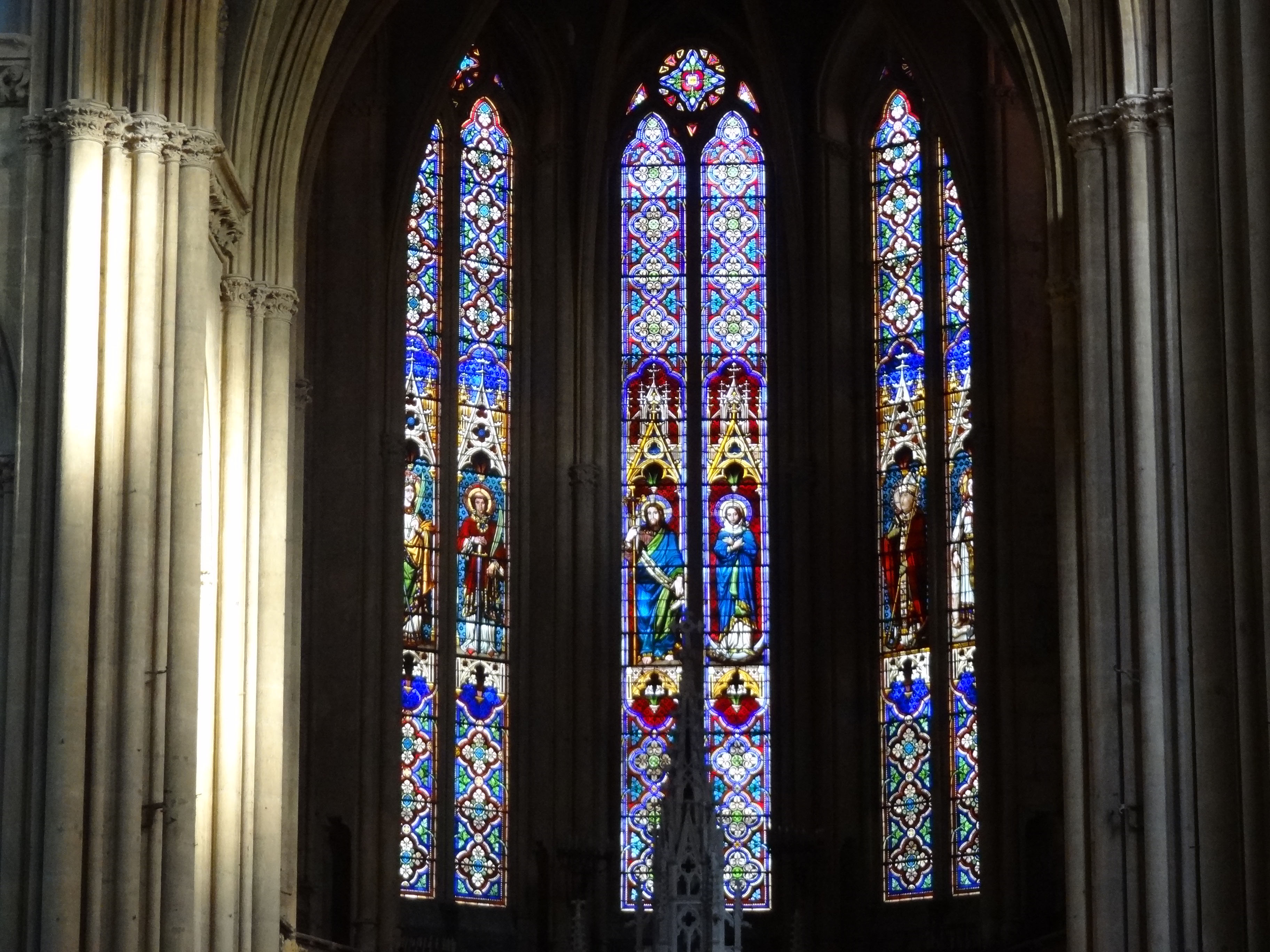
Vitrales del coro